# Concilio de Constantinopla sobre hesicasmo

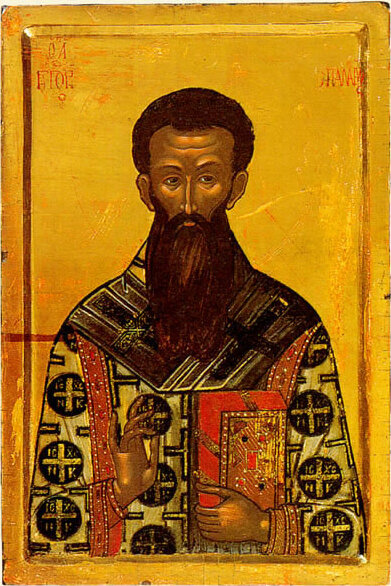
Gregorio Palamás, el proponente de la doctrina hesicasta, tema de los concilios de Constantinopla del período entre 1341 y 1351

Los teólogos ortodoxos consideran como ecuménico uno de los concilios celebrados en Constantinopla, capital del Imperio bizantino, en la década 1341-1351 para tratar las disputas teológicas sobre el hesicasmo y lo tratan como el noveno de los concilios ecuménicos (quinto ecuménico di Constantinopla), tras el Concilio de Constantinopla de 879–880, que clasifican como octavo concilio ecuménico (cuarto ecuménico de Constantinopla).
Estos concilios, generalmente de sólo un día, se llevaron a cabo en los años 1341, 1344, 1347 y 1351.
Para George Metallinos el ecuménico es el concilio de 1341, mientras que según John Romanides es el concilio de 1351 que  merece esa designación.
En el concilio de 1341 se condenó como hereje al monje Barlaam di Seminara, quien defendía una teología filosófica racionalista, burlándose de los hesicastas tratándoles de practicantes de la onfaloscopía (mirarse al ombligo).
Los concilios de 1341 y 1351 son reconocidos por legítimos por la Iglesia Ortodoxa, pero generalmente no como ecuménicos, dado que ella limita a siete el número de los concilios ecuménicos. No son reconocidos por la Iglesia católica.